# Eugenio Corti
Pour les articles homonymes, voir Corti.
Œuvres principales
- Le Cheval rouge

Eugenio Corti est un écrivain et essayiste italien d'inspiration catholique, né le 21 janvier 1921 à Besana in Brianza dans la province de Monza et de la Brianza (Lombardie) et mort le 4 février 2014 dans la même ville.
Après avoir participé à la campagne de Russie lors de la Seconde Guerre mondiale, il rejoint les unités combattantes italiennes pour libérer le pays contre les Allemands. Se fondant sur ces expériences, il écrit des récits autobiographiques comme La plupart ne reviendront pas (I più non ritornano) ou Les Derniers Soldats du roi (Gli ultimi soldati del re). Son ouvrage le plus connu reste cependant Le Cheval rouge (Il cavallo rosso), un roman de 1 000 pages à nouveau fondé sur ses expériences et celles de ses compatriotes italiens pendant et après la Seconde Guerre mondiale. Celui-ci a été élu meilleur livre des années 1980 dans une enquête publique en Italie et a été traduit dans plusieurs langues. Le livre a connu vingt-cinq éditions depuis qu'il a été publié en mai 1983.

## Biographie
Son père, Mario, est un industriel du textile qui avait commencé à travailler à treize ans comme apprenti dans un atelier. Au début des années cinquante, l'entreprise possède quatre usines (dont un bureau, à Naples), avec un peu moins de quatre mille personnes.
Eugenio Corti a fréquenté l'école primaire du village mais, pour cause de la maladie de son père en 1931, est inscrit à l'école San Carlo à Milan, où il étudiera dix ans. En 1940, les études sont interrompues, le 10 juin l'Italie entre en guerre et Eugenio Corti s'enrôle dans l'armée.
En 1941, devenu lieutenant, il demande à être affecté sur le front russe, qu'il rejoint en juin 1942. Établies devant le Don, les troupes italiennes reçoivent fin décembre l'ordre de la retraite et celui d'abandonner les positions. Sans moyens et sans suffisamment de nourriture, les bataillons italiens sont décimés.
La division de Corti, composé de plus de 17 000 soldats, laisse plus de 13 000 hommes sur le terrain. Ces 28 jours de retraite sont les jours les plus dramatiques de sa vie qui contribuent à façonner sa vocation d'écrivain. Les événements de la campagne de Russie seront évoqués notamment dans son vaste roman Le Cheval rouge,. De retour à Merano en Italie, il est d'abord soigné puis entre en convalescence. En juillet 1943, refusant de demeurer plus longtemps convalescent, il reprend du service.
Il retourne à la caserne de Bolzano, puis est ensuite transféré à Nettunia (it), dans la région de Rome. À la suite des événements du 8 septembre 1943 pendant lesquels le roi quitte Rome pour se replier dans le Sud occupé par les alliés, Corti décide de partir à pied vers le sud, en compagnie du lieutenant Antonio Moroni pour éviter d'être fait prisonnier par les Allemands et pour rejoindre l'armée régulière.
Ces événements, et tous ceux relatifs à la guerre de libération, sont racontés dans le roman Les Derniers Soldats du roi. Après une période de récupération dans les Pouilles, Corti s'engage, à nouveau volontairement, dans les unités de l'armée régulière italienne pour aider les Alliés à la libération du pays.
En 1962, sa pièce Procès et mort de Staline est mise en scène par Diego Fabbri. Elle sera traduite, sous le manteau, en russe et en polonais.

## Distinctions
- Médaille d'argent de la valeur militaire (pour faits d'armes) dite en italien Medaglia d'argento al valor militare

- Chevalier de l'ordre du Mérite de la République italienne (29 mars 1999, sur initiative du Président de la République)[4]
- Médaille d'or de la culture et de l'art (25 mars 2013, sur initiative du Président de la République)
- Chevalier de l'ordre Polonia Restituta

## Œuvres

### Romans
- 1983 : Le Cheval rouge (Il cavallo rosso) ; éd. française :  Lausanne, L'Âge d'Homme, 1996 ; rééd. Noir sur Blanc, 1408 p., trad. fr. Françoise Lantieri, préf. & postf. François Livi, 2020  (ISBN 978-2882505996)
- 1998 : La Terre des Guaranis (La terra dell'Indio) ; éd. française : Lausanne, L'Âge d'Homme, 2009.
- 2000 : L'Île Paradis (L'isola del paradiso) ; éd. française : Lausanne, L'Âge d'Homme, 2012.
- 2005 : Caton l'Ancien (Catone l'Antico) ; éd. française : Paris, éditions de Fallois/L'Âge d'Homme, 2005.
- 2008 : Histoire d'Angelina et autres récits (Il Medioevo e altri racconti) ; éd. française :  Lausanne, L'Âge d'Homme, 2013.

### Récits autobiographiques
- 1947 : La plupart ne reviendront pas (I più non ritornano) ; éd. française :  Paris, éditions de Fallois/L'Âge d'Homme, 2003 ; rééd. éditions du Rocher, 2008 ; rééd. éditions Noir sur Blanc, 2022.
- 1950 : Les Derniers Soldats du roi (I poveri cristi) ; rééd. Ares, 1994, sous le titre Gli ultimi soldati del re ; éd. française :  Paris, éditions de Fallois/L'Âge d'Homme, 2004.

### Essais
- 1995 : Breve storia della Democrazia Cristiana, con particolare riguardo ai suoi errori
- 1995 : Il fumo nel tempio
- 1995 : Science et Foi (Scienza e fede) avec G. Cavalleri ; éd. française :  Paris, éditions de Fallois / L'Âge d'Homme, 2002.
- 1998 : La Responsabilité de la culture occidentale dans les grands massacres du XXe siècle (Le responsabilità della cultura occidentale nelle grandi stragi del nostro secolo) ; éd. française :  Paris, éditions de Fallois / L'Âge d'Homme, 2002.

### Entretiens
- 1997 : Parole d'un romancier chrétien (I giorni di uno scrittore : incontro con Eugenio Corti), entretiens avec Paola Scaglione ; éd. française :  Lausanne, L'Âge d'Homme, 2000.

### Théâtre
- 1962 : Procès et mort de Staline (Processo e morte di Stalin, con altri testi sul comunismo) ; éd. française :  Lausanne, L'Âge d'Homme.

### Correspondances
- Je reviendrai : Lettres de Russie (1942-1943), trad. fr. Gérard Genot, préf. François Livi, Éditions des Syrtes, 235 p., 2017  (ISBN 978-2940523511)